# Nicolas Boseret
Nicolas Boseret fut le 20e abbé du monastère prémontré fondé en 1129 près de Louvain, dans le duché de Brabant. Cette abbaye est toujours en activité près de 900 ans plus tard. Elle est localisée précisément à Heverlee, dans le Brabant flamand de Belgique.
L'abbé Nicolas Boseret administra l'abbaye de Parc de 1347 jusqu'à sa mort, le 26 mars 1361. Il reçut du pape Clément VI, en 1351, une bulle semblable à celle que son prédécesseur Arnould de Wesemael reçue, afin de récupérer des biens perdus, mais il n'a pas pu aller, lui non plus, au bout de cette entreprise.

## Chronologie
Nicolas Boseret, né à Nivelles, est d'abord chanoine à l'abbaye Saint-Feuillien du Rœulx, puis devient l'abbé de Parc en 1347,. Il meurt le 26 mars 1361 et est enseveli à la droite du chœur de l'abbaye de Parc, en face de l'autel Saint-Augustin.

## Abbatiat
L'abbé Nicolas Boseret reçoit du pape Clément VI, en 1351, une bulle semblable à celle que son prédécesseur Arnould de Wesemael reçu, dirigée contre le doyen de l'abbaye Saint-Michel d'Anvers, cette fois, afin de récupérer des biens perdus, mais il n'a pas pu aller, lui non plus, au bout de cette entreprise.

## Postérité

### Pierre tombale
Sur la pierre tombale de l'abbé Nicolas Boseret, on peut lire l'inscription en latin suivante :
| Abbas Parchensis Nicolaus nomine dictus,   |
| Ast Nivellensis Bosseret cognomine fictus, |
| Moribus ornatus est saxi mole relictus,    |
| Anno milleno sub prima sexaque geno        |
| At trecenteno Marti sextoque vigeno.       |
| Det Deus ut pleno regnoque fruatur ameno.  |

### Indication posthume
Dans son ouvrage cité plus bas, J.E. Jansen accompagne la chronologie de l'abbé Nicolas Boseret d'une indication en latin le concernant, et qu'un outil informatique traduit approximativement par : « Concerné qu'il est par ses attributions, et par utilité, il permet à son prédécesseur de restaurer l'église »,.

### Armes de l'abbé

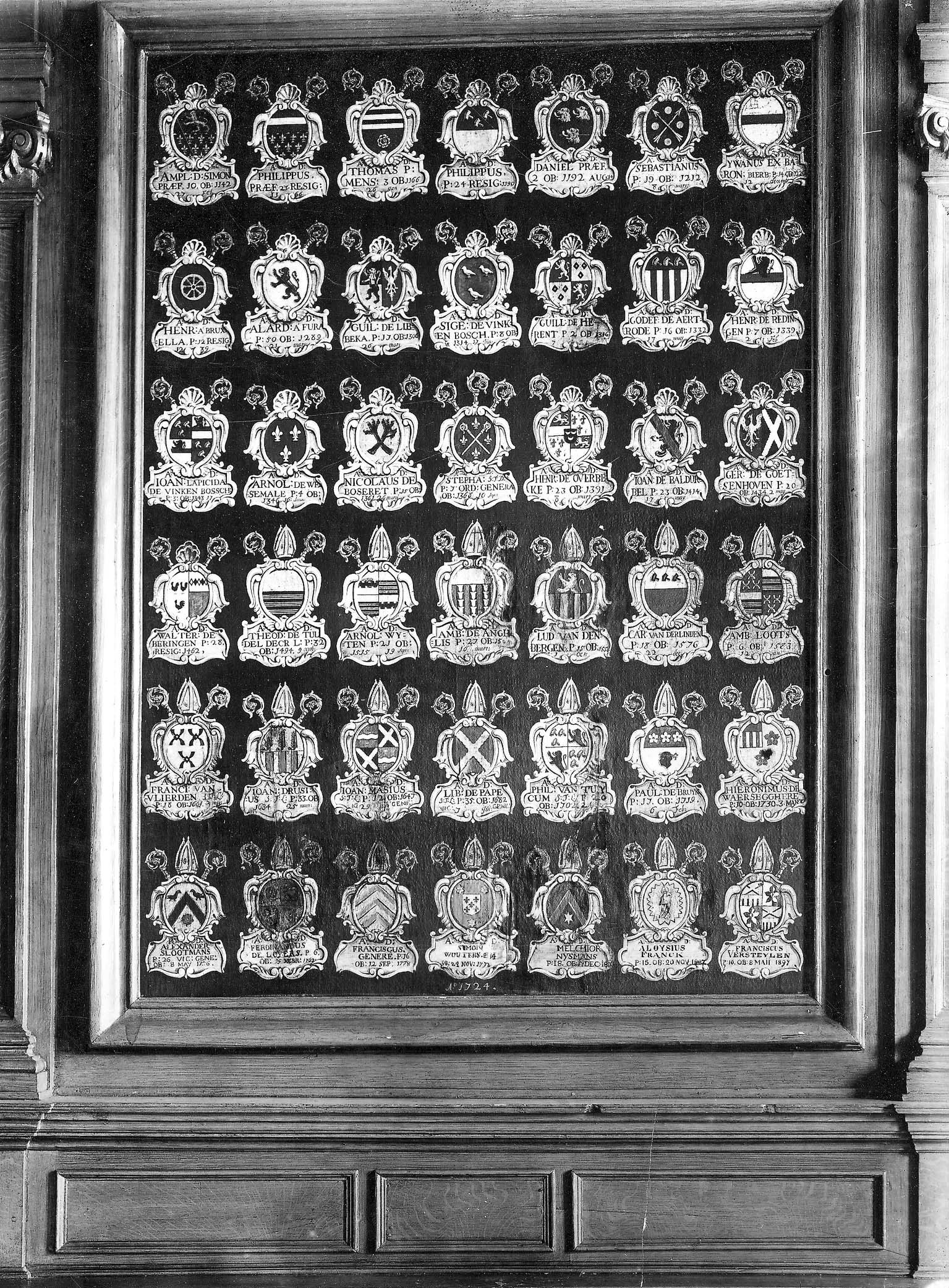
Armes des abbés de Parc (1724).

Le blasonnement des armes de l'abbé Nicolas Boseret est : d'or, à deux serres d'aigle de sable renversées et passées en sautoir. Il correspond au blason qui apparaît sur le tableau des armes des abbés de l'abbaye de Parc, tableau qui montre que le blasonnement indiqué par Jansen dans son ouvrage de référence est fautif,. Les armes de cet abbé figure aussi dans l'armorial des abbés de Parc.